# Salvatore Silvano Nigro
Salvatore Silvano Nigro (Carlentini, 1946) è un filologo, critico letterario e storico della letteratura italiano.

## Biografia
Laureato in lettere all'Università di Catania, ha insegnato alla École Normale Supérieure di Parigi, all'Université Rabelais di Tours, alla New York University, alla Indiana University, alla Yale University, alla Scuola Normale di Pisa, alla IULM di Milano e al Politecnico di Zurigo (Cattedra Francesco De Sanctis).
Nel 2002 ha ricevuto una laurea honoris causa dall'università di Chicago.
Ha collaborato a Paese Sera, Sole 24 Ore, alla serie  "Scrittori d'Italia", diretta da Gianfranco Folena per Laterza, alla Letteratura italiana. Storia e testi, diretta da Carlo Muscetta, a La letteratura degli italiani. Storia e antologia di Giuseppe Petronio, alla Letteratura Italiana Einaudi di Alberto Asor Rosa, a Il romanzo di Franco Moretti, agli Annali della Storia d'Italia Einaudi.
Si è occupato, tra l'altro, di novellistica del Quattrocento, de Il libro mio di Pontormo, di Dante, della letteratura barocca, di Matteo Bandello, Luigi Pulci, Mario Soldati, Alessandro Manzoni, Giorgio Bassani, Giuseppe Tomasi di Lampedusa, Leonardo Sciascia, Giorgio Manganelli, Andrea Camilleri e Giuseppe Bonaviri. Inoltre ha presentato opere letterarie e pittoriche contemporanee.
Ha vinto il Premio Brancati nel 1996 e il Premio Dessì nel 2012.
Dal 2023 presiede la giuria del Premio letterario Giuseppe Tomasi di Lampedusa.

## Premi
- Premio Brancati (1996)
- Premio Tarquinia Cardarelli (2010)
- Premio Dessì nel (2012)
- Premio Mondello (2012)
- Premio Francesco De Sanctis (2016)
- Premio Vincenzo Padula (2019)

## Opere

### Saggi
- Amore per la lettura, Edizioni Henry Beyle, 2015
- Le brache di San Griffone. Novellistica e predicazione tra '400 e '500, prefazione di Edoardo Sanguineti, Biblioteca di Cultura Moderna, Laterza, Bari-Roma, 1983; II ed., 1989
- Manzoni, Laterza, Bari-Roma 1985; 1988
- Viaggio nella Sicilia barocca (con Giuseppe Leone), Fabbri, Milano 1995; Rizzoli, Milano, 2000
- La tabacchiera di don Lisander. Saggio sui «Promessi Sposi», Collana Biblioteca Studio n.22, Einaudi, Torino, 1996; Collana Piccola Biblioteca.Nuova serie, Einaudi, 2012
- L'orologio di Pontormo. Invenzione di un pittore manierista, Rizzoli, Milano 1998; Bompiani, Milano, 2013
- I romanzieri della voce. Storie di cantastorie e contastorie, Libreria Dante & Descartes, Napoli, 1998
- L'«invenzione» di una pittora del Cinquecento. Un quadro inedito di Sofonisba Anguissola, in Novella Bellucci e Giulio Ferroni (a cura di), Per Carlo Muscetta, Bulzoni, Roma 2002
- Leonardo Sciascia scrittore editore ovvero La felicità di far libri, Sellerio, Palermo, 2003
- Enzo Sellerio per volontà o per caso (con Adriano Sofri), Meridiana, Firenze, 2004
- L'anima del volto (con Tullio Pericoli), Bompiani, Milano, 2005
- Sciascia e la bibliografia, in Antonio Motta, Bibliografia degli scritti di Leonardo Sciascia, Sellerio, Palermo, 2009
- Lo specchio nero, in Anatole France, Il procuratore della Giudea, Sellerio, Palermo, 2009
- Il principe fulvo, Collana La memoria, Palermo, Sellerio, 2012, ISBN 978-88-389-2610-5.
- Il portinaio del diavolo. Occhiali e altre inquietudini, Bompiani, Milano, 2014
- La sirena e i suoi libri. Ritratto di Elvira Sellerio, Henry Beyle, Milano, 2014
- La funesta docilità, Collana La memoria, Palermo, Sellerio, 2018, ISBN 978-88-389-3856-6.
- Promessi sposi d’autore. Un cantiere letterario per Luchino Visconti (con la collaborazione di Silvia Moretti e di Nicolò Rossi), Sellerio 2015
- Una spia tra le righe, Collana La nuova diagonale, Palermo, Sellerio, 2021

### Curatele
- Masuccio Salernitano, Il novellino, Laterza, Bari-Roma 1975; Rizzoli, Milano 1990
- Torquato Accetto, Della dissimulazione onesta, Costa & Nolan, Genova 1983
- Pontormo, Il libro mio, Costa & Nolan, Genova 1984; Costlan, Milano 2005
- Torquato Accetto, Rime amorose, Einaudi, Torino 1987
- Jean-Baptiste Pérès, Richard Whately, Aristarchus Newlight, L'imperatore inesistente, Sellerio, Palermo 1989
- Celio Calcagnini, Celio Malespini, Giuseppe Battista, Pio Rossi, Elogio della menzogna, Sellerio, Palermo 1990
- Nino Savarese, Cose d'Italia (1930-1932), Sellerio, Palermo 1991
- Pontormo, Disegni, Costa & Nolan, Genova 1991
- Tommaso Costo, Michele Benvenga, Il segretario di lettere, Sellerio, Palermo 1991
- Matteo Bandello, Lettere dedicatorie, Sellerio, Palermo 1994
- Giorgio Manganelli, La notte, Adelphi, Milano 1996
- Alessandro Manzoni, I romanzi, Mondadori (I Meridiani), Milano 2002
  - Fermo e Lucia
  - I promessi sposi (1827)
  - I promessi sposi (1840). Storia della colonna infame
- Mario Soldati, America primo amore, Sellerio, Palermo 2003
- Mario Pomilio, Il Natale del 1833, Bompiani, Milano 2003
- Mario Soldati, Fuga in Italia, Sellerio, Palermo 2004
- Andrea Camilleri, Romanzi storici e civili, Mondadori (I Meridiani), Milano 2004
- Mario Soldati, La verità sul caso Motta, Sellerio, Palermo 2004
- Mario Soldati, La finestra, Sellerio, Palermo 2005
- Mario Soldati, La giacca verde, Sellerio, Palermo 2005
- Mario Soldati, Il padre degli orfani, Sellerio, Palermo 2006
- Giuseppe Bonaviri, Il sarto della stradalunga, Sellerio, Palermo 2006
- Mario Soldati, Un viaggio a Lourdes, Sellerio, Palermo 2006
- Giuseppe Tomasi di Lampedusa (co-curatore Gioacchino Lanza Tomasi), Viaggio in Europa. Epistolario 1925-1930, Mondadori, Milano 2006
- Mario Soldati, L'attore, Oscar Mondadori, Milano 2007
- Giorgio Bassani, I Promessi Sposi (un esperimento), Sellerio, Palermo 2007
- L'arte del risvolto: dieci note di Salvatore Silvano Nigro per dieci libri di Andrea Camilleri, Sellerio, Palermo 2007
- Mario Soldati, L'amico gesuita, Sellerio, Palermo 2008
- Giuseppe Bonaviri, La divina foresta, Sellerio, Palermo 2008
- Giorgio Manganelli, Vita di Samuel Johnson, Adelphi, Milano 2008
- Carlo Muscetta, L'erranza. Memorie in forma di lettere, Sellerio, Palermo 2009
- Giuseppe Bonaviri, Notti sull'altura, Sellerio, Palermo 2009
- Giuseppe Bonaviri, L'enorme tempo, Sellerio, Palermo 2010
- Guglielmo Petroni, Il nome delle parole, Sellerio, Palermo 2011
- Giorgio Manganelli, Ti ucciderò, mia capitale, Adelphi, Milano 2011
- Giorgio Manganelli, Cina e altri orienti, Adelphi, Milano 2013
- Ignazio Buttitta, La peddi nova, Sellerio, Palermo 2013
- Vincenzo Consolo, Esercizi di cronaca (con la collaborazione di Salvatore Grassia), Sellerio, Palermo 2013
- Dopo il diluvio. Sommario dell'Italia contemporanea, edizione originale a cura di Dino Terra, Sellerio, Palermo 2014
- (co-curatrice Silvia Moretti) Promessi sposi d'autore. Un cantiere letterario per Luchino Visconti, Sellerio, Palermo 2015
- Antonio Manetti, La novella del Grasso legnaiuolo (con la collaborazione di Salvatore Grassia), Rizzoli, Milano 2015
- Giorgio Manganelli, Estrosità rigorose di un consulente editoriale, Adelphi, Milano 2016
- Natalia Ginzburg, La famiglia Manzoni, Einaudi, Torino 2016
- Giorgio Manganelli, Concupiscenza libraria, Adelphi, Milano 2020
- Giorgio Manganelli, Altre concupiscenze, Adelphi, Milano 2022
- Giorgio Manganelli, Mia anima carnale, Sellerio, Palermo 2023

### Altro
- nota a Elvira Mancuso, Vecchia storia... inverosimile, Sellerio, Palermo, 1990
- nota a Biagio Salmeri, La via umida, Il Girasole Edizioni, Valverde (CT), 1999
- prefazione a Nino Martoglio, Annata ricca, Novecento, Palermo, 2000
- nota Alfonso Maria de' Liguori, Tu scendi dalle stelle, a cura di Nino Fasullo, Sellerio, Palermo, 2002
- introduzione a Giuseppe Leone, Il matrimonio in Sicilia, Sellerio, Palermo, 2003
- nota a Edith de la Héronnière, La ballata dei pellegrini, Sellerio, Palermo, 2004
- prefazione a Lillo Gullo, Cerimonie della calura, Nicolodi, Rovereto (TN), 2007
- nota a Andrea Camilleri, Il campo del vasaio, Sellerio, Palermo, 2008
- prefazione a Blaise Pascal, Le Provinciali Einaudi (Biblioteca della Pléiade), Torino, 2008
- note critiche a Dante, Divina Commedia, a cura di Umberto Bosco e Giovanni Reggio, 3 voll., Le Monnier, Firenze, 2010
- introduzione a Paolo della Bella, Cento disegni per Centuria. Liberamente ispirati al libro di Giorgio Manganelli, Biblioteca Classense, Ravenna, 2011
- prefazione a Salvatore Quasimodo, Poèmes, Cahiers de l'Hôtel de Galliffet, 2012
- introduzione a Alessandro Manzoni, I promessi sposi. Storia della colonna infame, Einaudi, Torino, 2012
- intervista all'autore, in Andrea Camilleri, La forma dell'acqua, con una nota di Michele Serra, Sellerio, Palermo, 2014